# Rosaleda de Dresde
La Rosaleda de Dresde en alemán: Dresden Rosengarten, es una Rosaleda de unas 29.500 m² de extensión, que se encuentra en Dresde, Alemania.
Está catalogado como "Freistaat Sachsen Denkmalschutz" (Monumento de la herencia de Sajonia)

## Localización

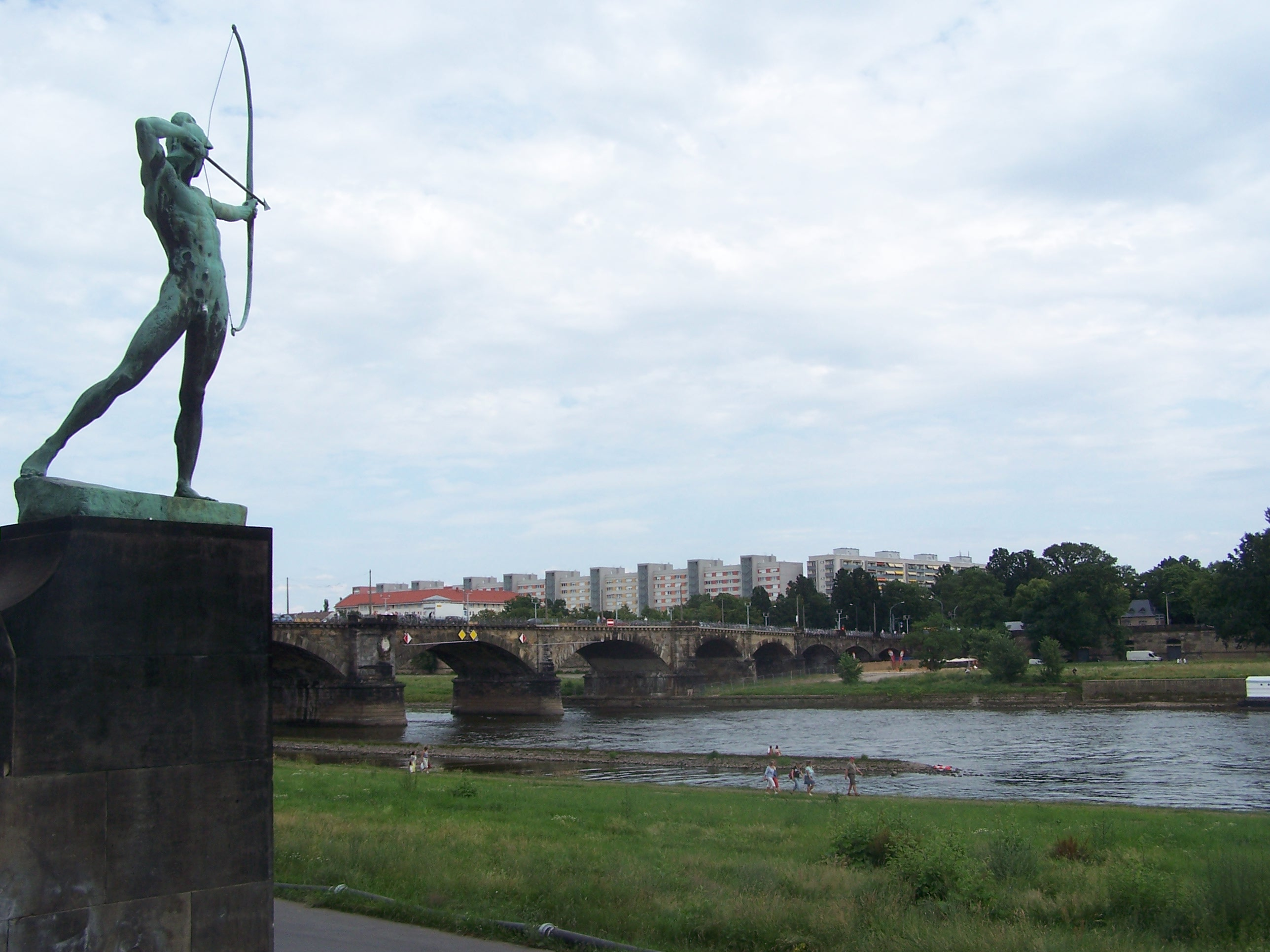
"Bogenschützen" (los arqueros) de Ernst Moritz Geyger.

La rosaleda se encuentra en el lado de "Neustädter", con el río Elba a la derecha de la cabeza de puente de "Albertbrücke". Está limitada por la orilla "Carusufer", la plaza "Rosa-Luxemburg-Platz" y "Elberadweg". En las inmediaciones del jardín de rosas (a la izquierda de la cabeza de puente del puente de Albert) está el jardín perenne "Staudengarten" con los arqueros de Ernst Moritz Geyger.
Dresden Rosengarten, D-01307 Dresden-Dresde, Freistaat Sachsen-Sajonia, Deutschland-Alemania
Planos y vistas satelitales.51°3′35.4″N 13°45′22″E / 51.059833, 13.75611
Está abierto a diario al acceso público.

## Historia

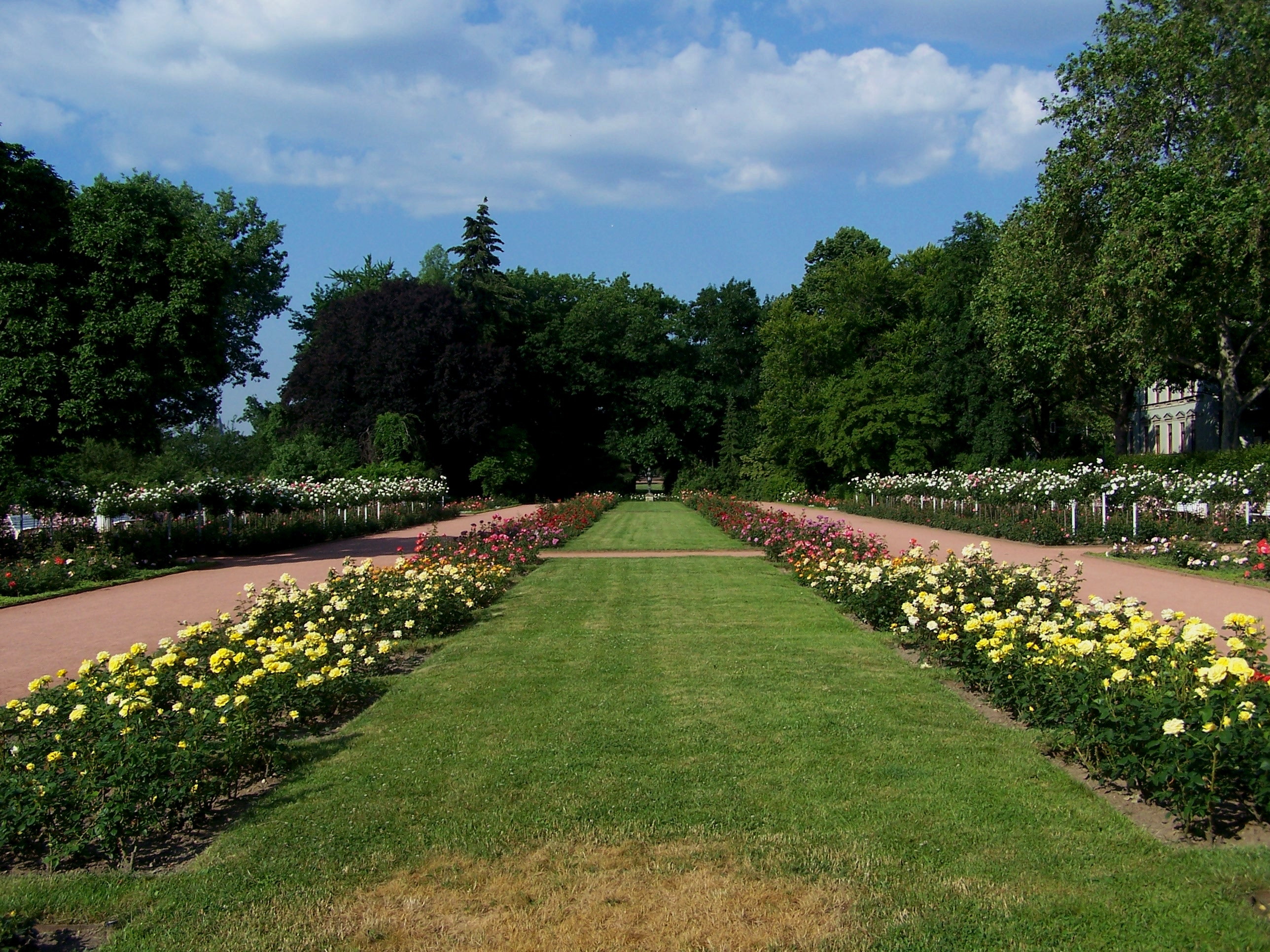
El eje central.

La rosaleda fue creada entre 1935 a 1936 de acuerdo con los planes del director de jardines de la ciudad Heinrich Balke. Se implantó allí la vieja idea de Augusto el Fuerte de un paseo zona libre de construcciones, aliviadero para las inundaciones como para que este "Dresdner Königsufer" pudiera ser una contrapartida con sus jardines espaciosos al agua de las crecidas acumulada en el lado de la Ciudad Vieja de la ribera del río Elba.
Una gran parte de los árboles que aún existen viene de la época de la Rosaleda. Se puede suponer que con el desmantelamiento de 1936 que tuvo lugar en Dresde con ocasión del Reichsgartenschau (la exposición del Reich de 1936), se utilizaron muchas de las plantas que se mostraron allí, incluso en la continuación de la construcción del "Dresdner Königsufer". Las partes de las estructuras básicas en la parte media fueron espacios verdes temporales parciales en el jardín de la exposición del Reich de 1936, similar a la que lleva por nombre de Ausstellungsteil Nr. 45 Rosengarten.
Para la exposición "Jahresschau Garten und Heim" (exposición del jardín y el hogar) que tuvo lugar en el año 1937 (del 23 de abril hasta el 30 de septiembre), el diseño general también vino de manos de Balke, estas realizaciones se han mantenido sin cambios estructurales en el gran jardín y se consideran parte de la exposición « Ausstellungsteil Nr. 51 Der Rosengarten mit Tanzkaffee "Schmetterling" » Sección de la exposición Nº 51 La rosaleda con el baile de café "Butterfly". Fue responsable de sus plantaciones la división de jardinería de la administración de Dresde. En una transferencia directa a esta zona de la exposición durante la planificación e instalación de la rosaleda en las orillas del Elba "Neustädter Elbufer"  por lo tanto no se puede cerrar.

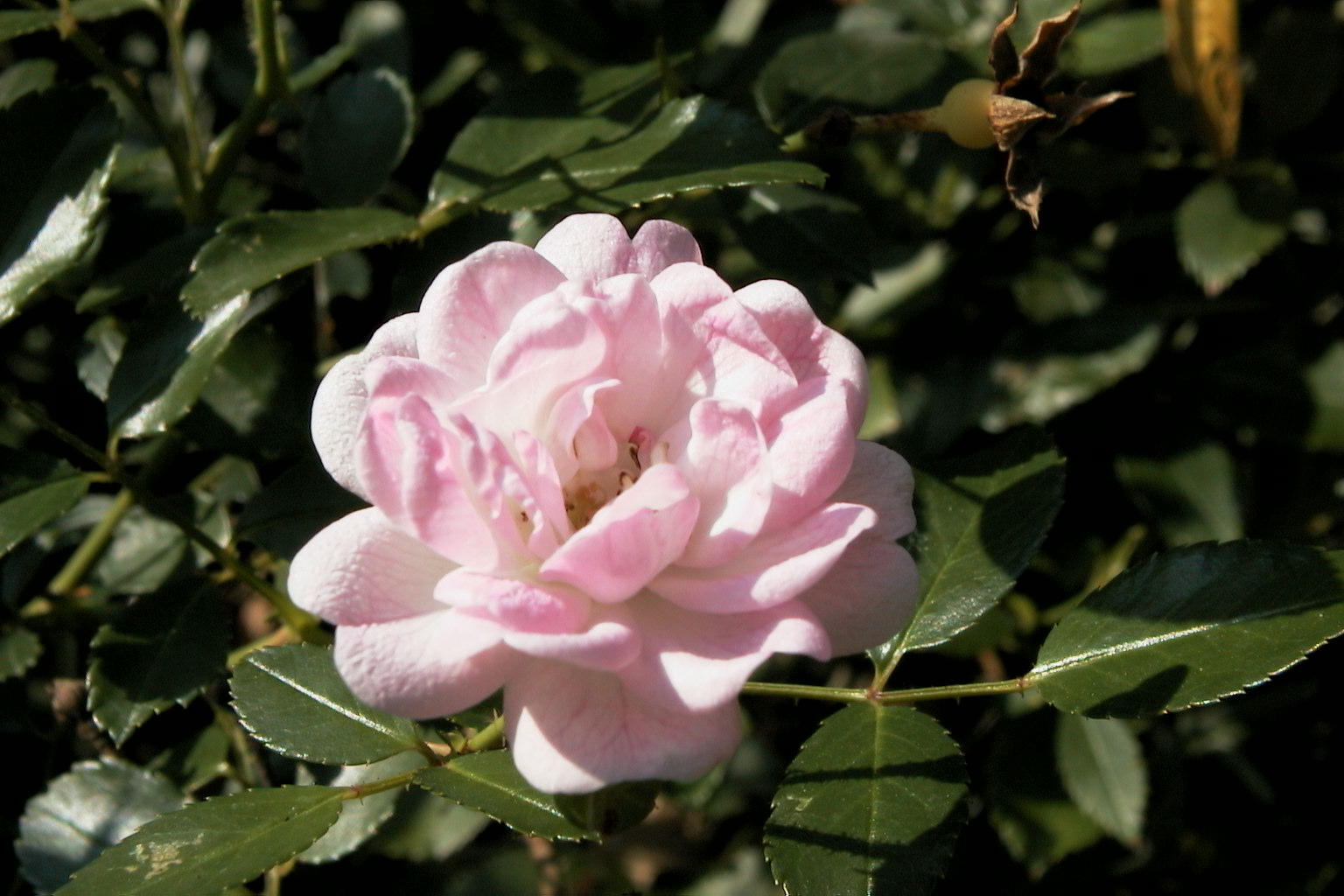
Rosa 'The Fairy'.

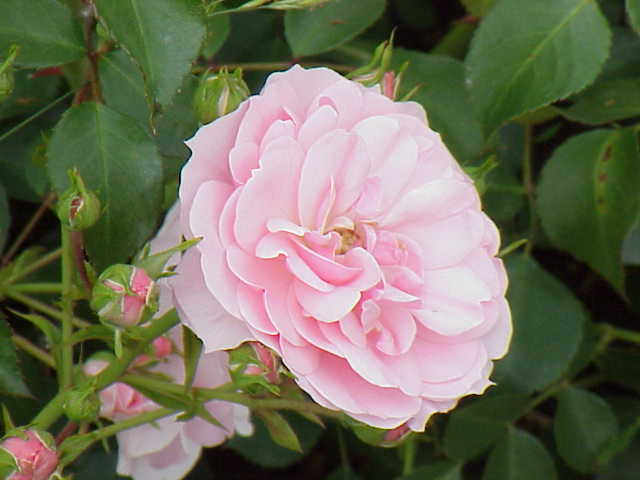
La forma cultivar 'Bonica 82' – en la parte central de la rosaleda.

Durante la Segunda Guerra Mundial, la rosaleda sufrió graves pérdidas en las piezas artísticas, pues las estatuas fueron fundidas por sus apreciados metales. Durante los bombardeo de Dresde en febrero de 1945, se hicieron grandes destrozos en la Rosaleda. El daño en el jardín se vio reforzado en los primeros años de la posguerra, o por un uso de la tierra para el cultivo de hortalizas. Los efectos de la Segunda Guerra Mundial impidieron la plena aplicación del concepto del diseño original. Con la pérdida de todos los planos y documentos en febrero de 1945 y la partida de Henry Balkes de Dresde no había ninguna información que pudiera orientar en la reanudación posterior de las actividades hortícolas en la rosaleda.
En el año 1976 fue reconstruida la rosaleda con motivo de que tiene lugar en Dresde el « "Arbeiterfestspiele der DDR" » (Festival de los Trabajadores de la República Democrática Alemana). Sin embargo, la reconstrucción afectó principalmente a las zonas interiores de la rosaleda y mantiene las áreas de los bordes en su estado original. La falta de diseño general hasta el comienzo de las primeras medidas de reconstrucción en 1997 y la extensa investigación asociada siempre se palian con siembras de plantas leñosas individuales en las zonas fronterizas que ya no se pueden sacar desde la perspectiva actual, para integrarlas en la preservación del monumento.
La falta de capacidad de mantenimiento en los años de la posguerra y la falta de conocimiento acerca de la idea básica de diseño también condujo en la rosaleda a una continua expansión de la vegetación de árboles tales como la Robinia pseudoacacia y de Tilia cordata en la zona junto al terraplén del "Crataegusweg". En 1988 se comenzó a plantar la vegetación que originalmente hubo en conexión con los arbustos de las rosas de árboles de pequeño portetales como Cornus, espino albar, serbal sueco y Acer campestre.

## Estructura
La orientación de la rosaleda a lo largo de las orillas del río Elba, está interrumpida en varias ocasiones por ejes transversales que ofrecen los puntos de vista, por un lado de la zona del Elba y por otra parte forma secciones de setos de carpes. Esta cobertura está elegida estrictamente por las formas geométricas que admite su poda, la separación y el elemento de conexión al mismo tiempo. Los árboles y arbustos de la rosaleda son una parte importante del diseño general de este espacio del jardín. 
Debido a un uso constante de cambio de tamaño, forma y color, pero las repetidas varias veces en su totalidad, las partes individuales del jardín están ópticamente aisladas unas de otras. Al mismo tiempo se conserva la impresión de diseño general. Además de una versión espacial de rosaleda, los árboles tienen que destacar la tarea de relaciones visuales en y para el parque más allá de la zona del Elba.

### Frontal

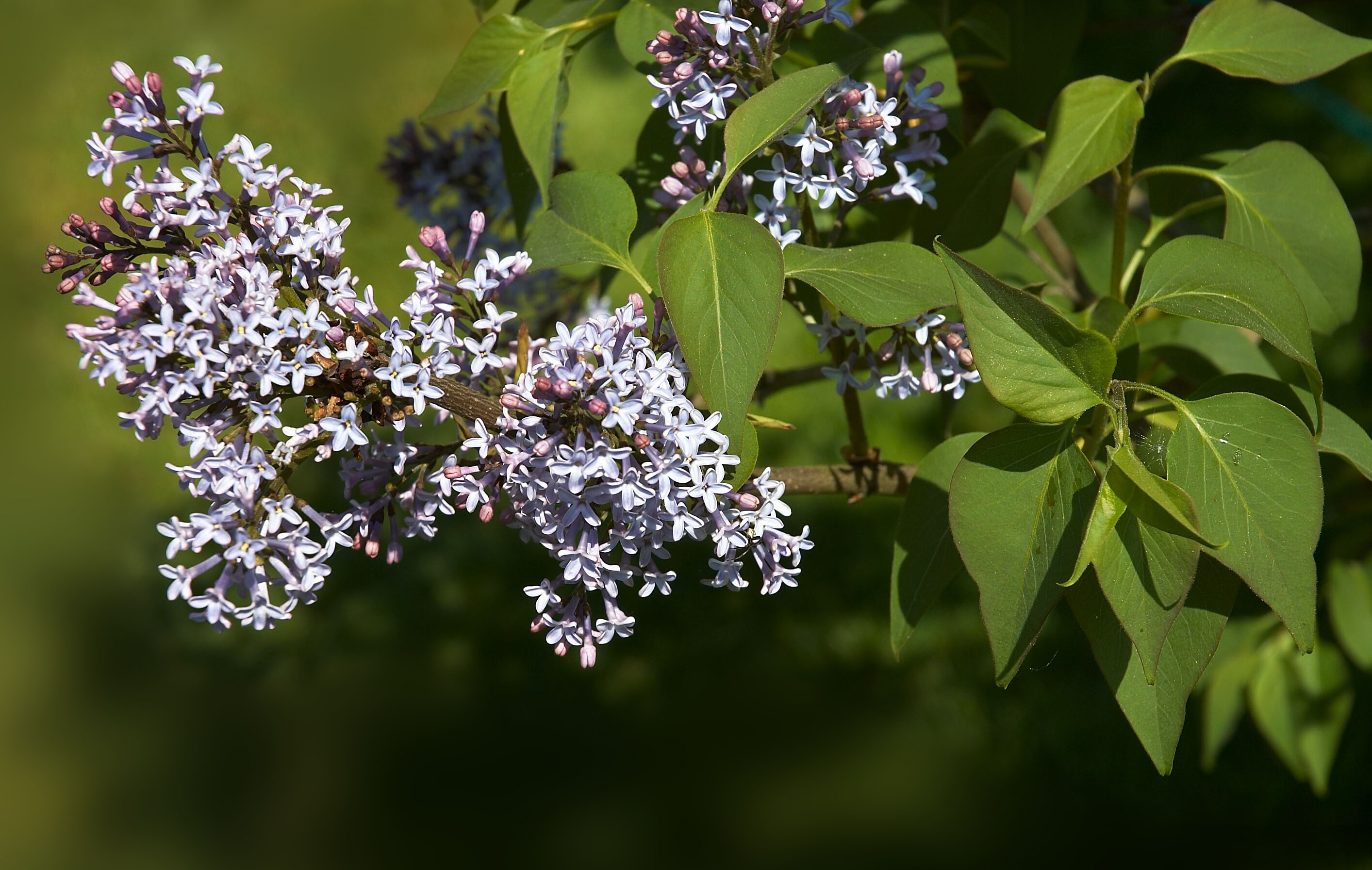
Floración de lilas Syringa reflexa.

A la sección frontal se puede acceder desde la Plaza "Rosa-Luxemburg-Platz". Su diseño se realiza principalmente con cultivos de variedades de rosas seleccionadas en la década de 1930 y muestra en su diseño un carácter pintoresco. Al restaurar las áreas de siembra históricas en las esquinas de la franja de césped central, se restaura la idea del moderado diseño original. 
En el 2000, la históricamente documentadas sendas de paseo en Pizarra fueron nuevamente hechas con este material, delimitando las áreas de los arbustos de las tiras laterales de rosas. Sólo de esta manera es posible una perceptibilidad de los arbustos y de las rosas y por lo tanto proporciona la condición más importante de complemento para las acciones existentes en esta área orientadas al diseño histórico original. Para equilibrar las relaciones visuales, en las esquinas en la parte frontal están plantados por dos en diagonal Acer palmatum que en otoño resaltan por sus hojas de vivos tonos rojos. En mayo son las floraciones de las Lilas las que crean otro "punto de vista".
En la entrada de la parte delantera, hay cuatro Putto obras en piedra caliza de Max Hermann Fritz, que representan a las cuatro estaciones.

### Pieza de conexión

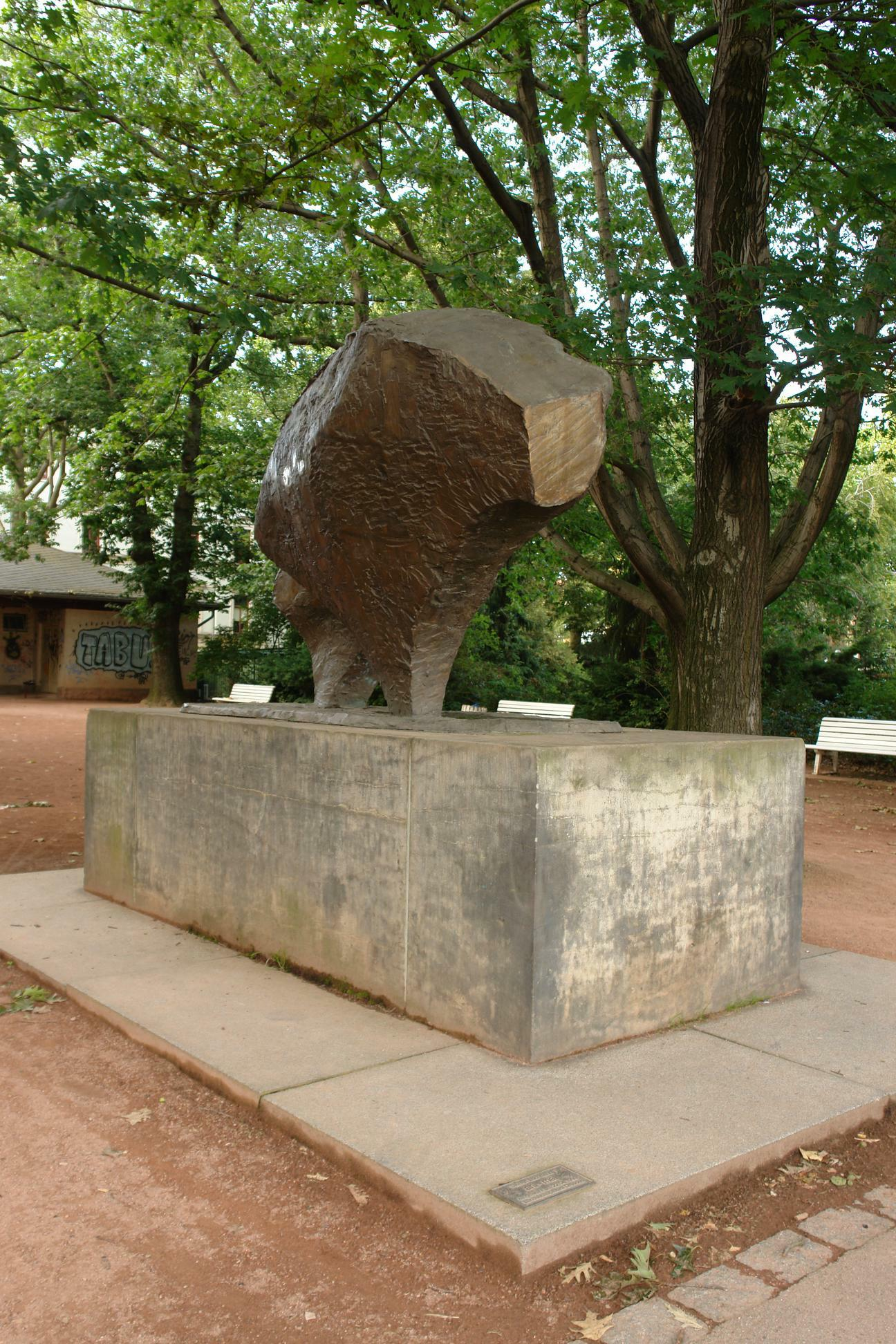
La escultura „Ani-mal“ obra de Steffen Bachmann.

En el Este de la parte frontal se encuentra la parte media. La parte frontal y la parte media están separadas por una zona intermedia con robles rojos. Desde la zona lindante al Elba se puede acceder a la rosaleda a través de los edificios de la granja con forma de una puerta de entrada. El 22 de abril de 1999, fue erigida en el lado del espaciador del río la obra de Steffen Bachmann "Plastik „Ani-mal“".
Esta pieza es el resultado de la elección en un concurso, sobre la base de la idea de una reocupación del sitio de una obra escultórica que ya no existe, era la escultura de un toro de bronce creada por Ernst Moritz Geyger. A partir de esta escultura, que actualmente no existe indicio seguro de su paradero. Siendo muy probable asumir que este bronce en 1942 o incluso más tarde se apovechó el precioso metal del que estaba hecho para otros usos por el Reich alemán.

### La parte central

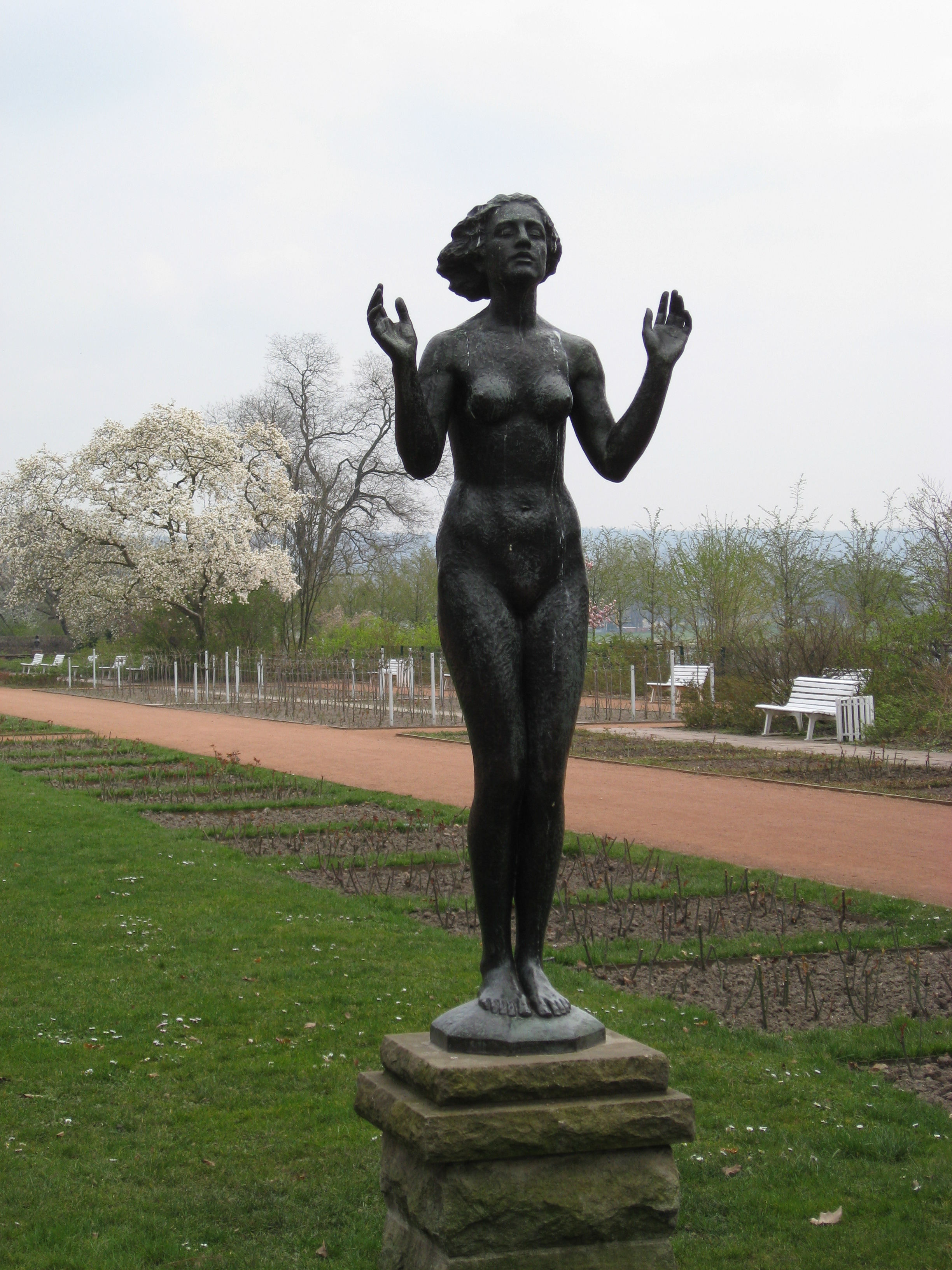
Escultura en bronce Recuperación.

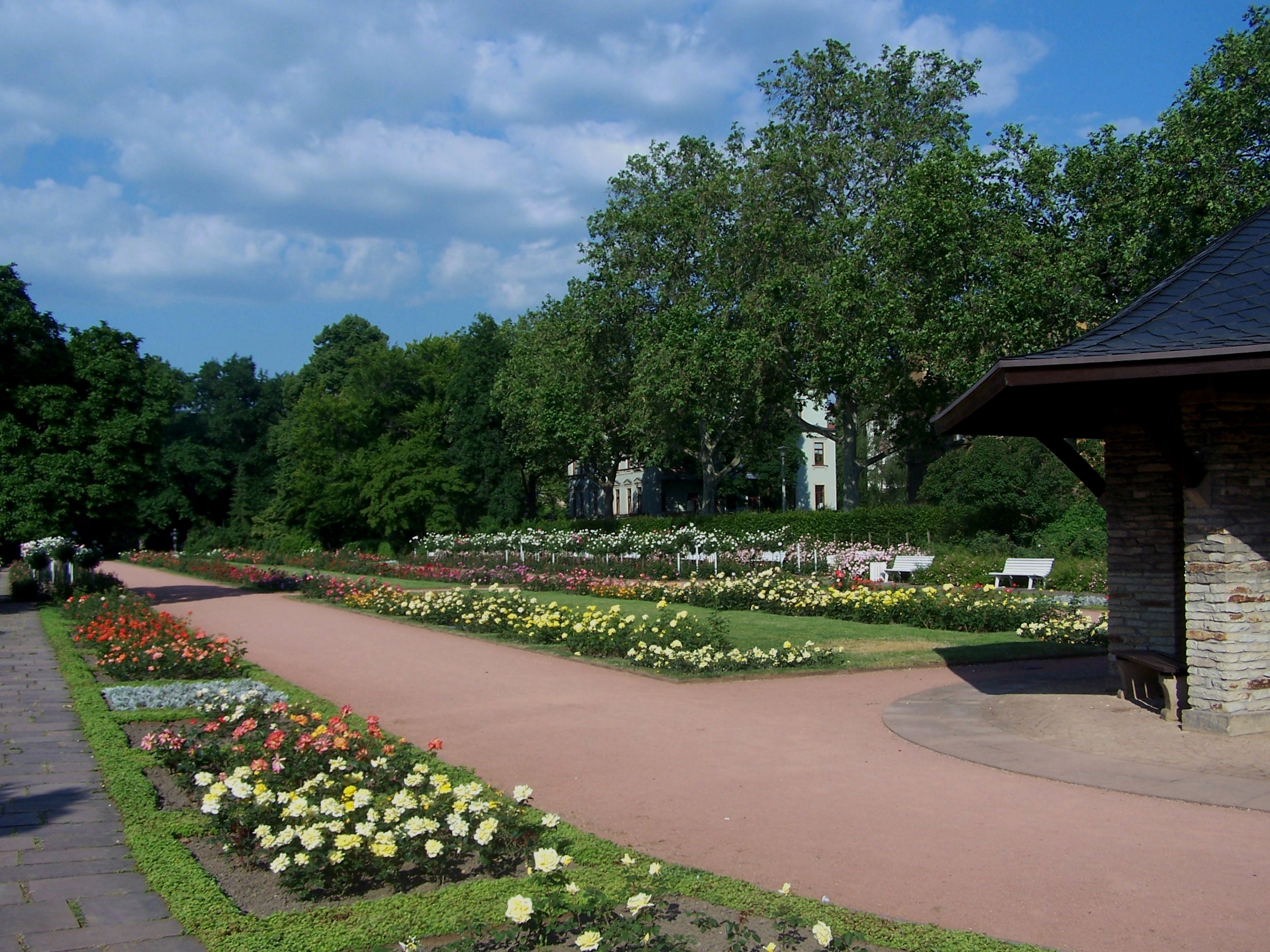
La parte central – a la derecha del Pabellón

Es el comienzo de la parte central se encuentra instalada la escultura en bronce Recuperación del Profesor Felix Pfeifer. Los ojos del visitante le llevarán instintivamente a la parte media donde se pueden apreciar la Magnolia stellata, de color morado-manzana y lila en la primavera y a las tres Parrotia persica en el otoño (con un color diferente, pero al mismo tiempo que la aparición de los colores rojos brillantes del otoño). En la pieza central de un diseño históricamente verificable se volvieron a cultivar de nuevo las rosas, que representan una parte importante del cultivo de las variedades de rosas existentes en la República Democrática Alemana (DDR). Los gradientes de color van del blanco al rosa, del naranja, al rojo oscuro, del rojo al amarillo, en un trazado notable con más de 70 camas del eje central de la rosaleda. A la izquierda y la derecha de este eje, más camas están listas para la siembra.
El equipo de la rosaleda también sigue utilizando actualmente las variedades de rosas de la DDR que se plantan así mismo en los barrios de la ciudad como el "Hochstammrosenquartier", en el Elba y en los jardines de las calles se cultiva la variedad cubresuelos 'Bonica 82'. A continuación se cultivan variedades que están representadas en la parte media: 'The Fairy' con las flores de color rosa y arbustos de rosas de color de la flor amarillo Rosa hugonis, 'Schloß Dryburg' y 'Wartburg'. Al final de la parte central hay un pabellón y dos basamentos de piedra arenisca roja de Weser, cada uno con un pequeño oso de bronce. En 2000 logró el Departamento de Parques, con el apoyo financiero de la « "Stadtsparkasse Dresden" » (Caja de Ahorros de Dresde) hacer nuevos basamentos redondeados. El hasta el año 1999 Zoo de Dresde, estableció en la antigua glorieta de la música dos pequeñas esculturas de osos obras de Rudolf Löhner, y los colocó de nuevo en su sitio original, en los basamentos de espaldas al muro « "Sitzmäuerchen"».
Una importante reforma hecha es la reconstrucción en 2002 tras las inundaciones, en la que la alineación longitudinal de la rosaleda la interrumpe de una manera visual efectiva el eje transversal al combinar plantaciones de colores coordinados de altas espuelas de caballero. En la selección de las diferentes variedades de la gama de las altas espuelas de caballero gracias a la experiencia del experto jardinero Karl Foerster. Estos son considerados estables en altura y color, muy resistentes al moho y se eligieron principalmente por la conocida frase "fascinación y la claridad de su cielo" (Hermann Göritz).

### Jardín hundido
Una gran escalera lleva a la tercera parte de la rosaleda, el jardín hundido. En este el color del terreno reduce de manera significativa la coordinación de las variedades de rosas que se plantan el área. En su totalidad, se utilizan las variedades de color rosa. Al igual que aquí, el diseño de la rosaleda también está armonizado en otras partes del jardín. Además en el jardín hundido se plantaron dos ejemplares de Viburnum rhytidophyllum. En las esquinas del jardín se han plantado abetos de Douglas que son muy visibles para hacer una armonización con el resto del parque.

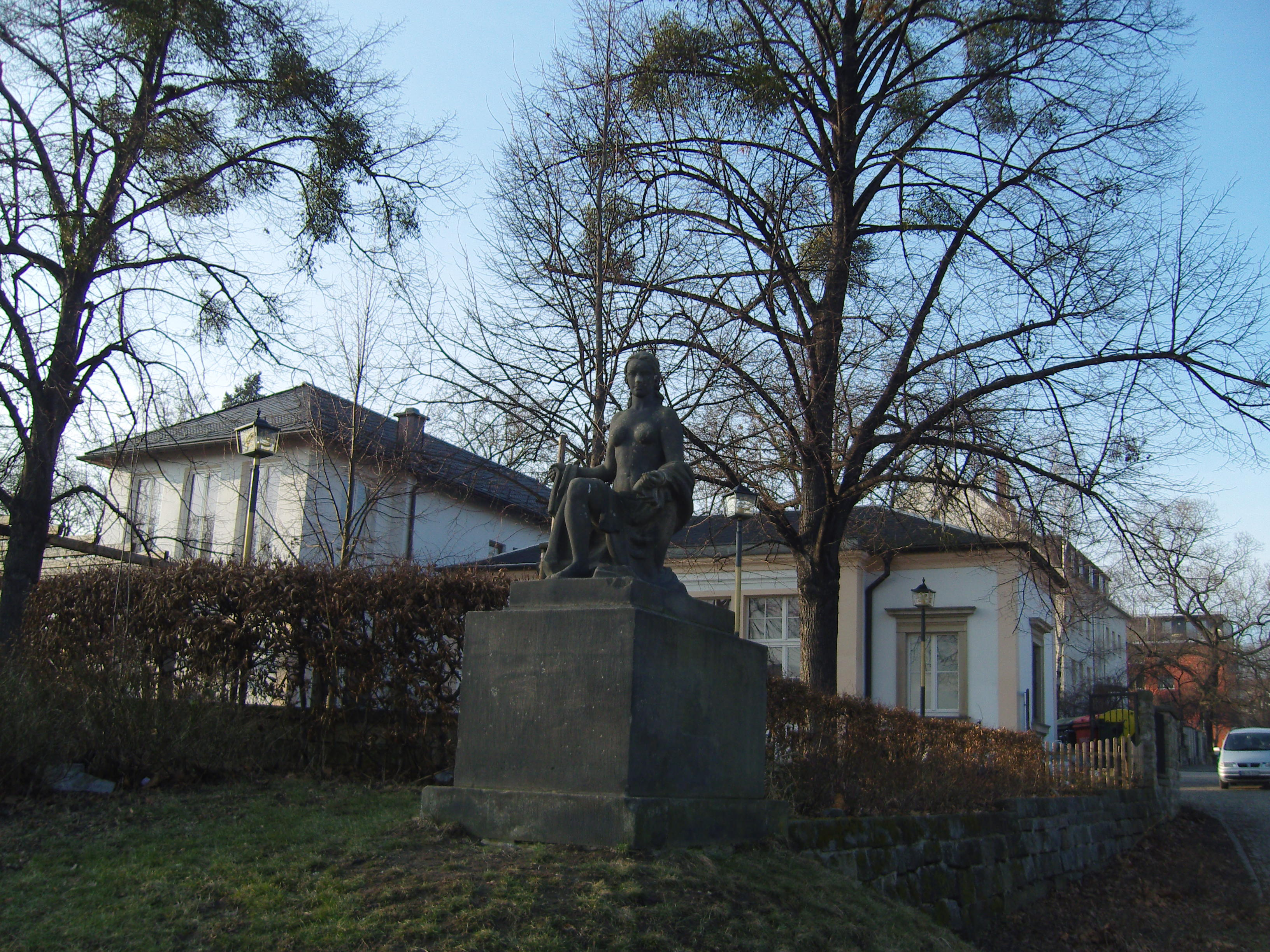
La escultura "Knieende" obra de Otto Rost.

El jardín hundido está estructuralmente diseñado y terminado de acuerdo con el patio que iba preparado en la construcción del actual « "Rosengartencafes" » (jardín en el café de la rosaleda). Durante las inundaciones de agosto del 2002  sufrió graves daños. Las obras realizadas en la reconstrucción corrijen la clasificación original del edificio totalmente en contra del concepto de diseño de Heinrich Balkes. Delante del edificio se coloca una fuente con la taza de la fuente

## Esculturas
En la esquina sureste del « "Rosengartencafes" » (jardín en el café de la rosaleda) se encuentra la escultura de piedra arenisca  « Große Kniende » (rodillas grande) obra de Otto Rost y señala el final del jardín. Ahora se encuentra sobre un pedestal en el que se quedó en forma original, la escultura de bronce « Mädchen mit Gazelle » (chica con gacela) obra de Georg Wrba, hasta la derrota en los últimos años del Tercer Reich. La escultura se encontraba originalmente en un sitio delante del frontal del « "Rosengartencafes" » en el actual sitio de la taza de la fuente.

## Colecciones
La rosaleda en la actualidad alberga a más de 35.000 rosas, y 100 diversas variedades de rosa que se presentan en todas las gradaciones de tonos de color y aroma.
El 'Dresden rosengarten' alberga: 
- Especies de rosas silvestres
- Especies cultivares de rosas
- Plantas de rosas unos 35.000 pies.
- Más de 100 Clases de rosas

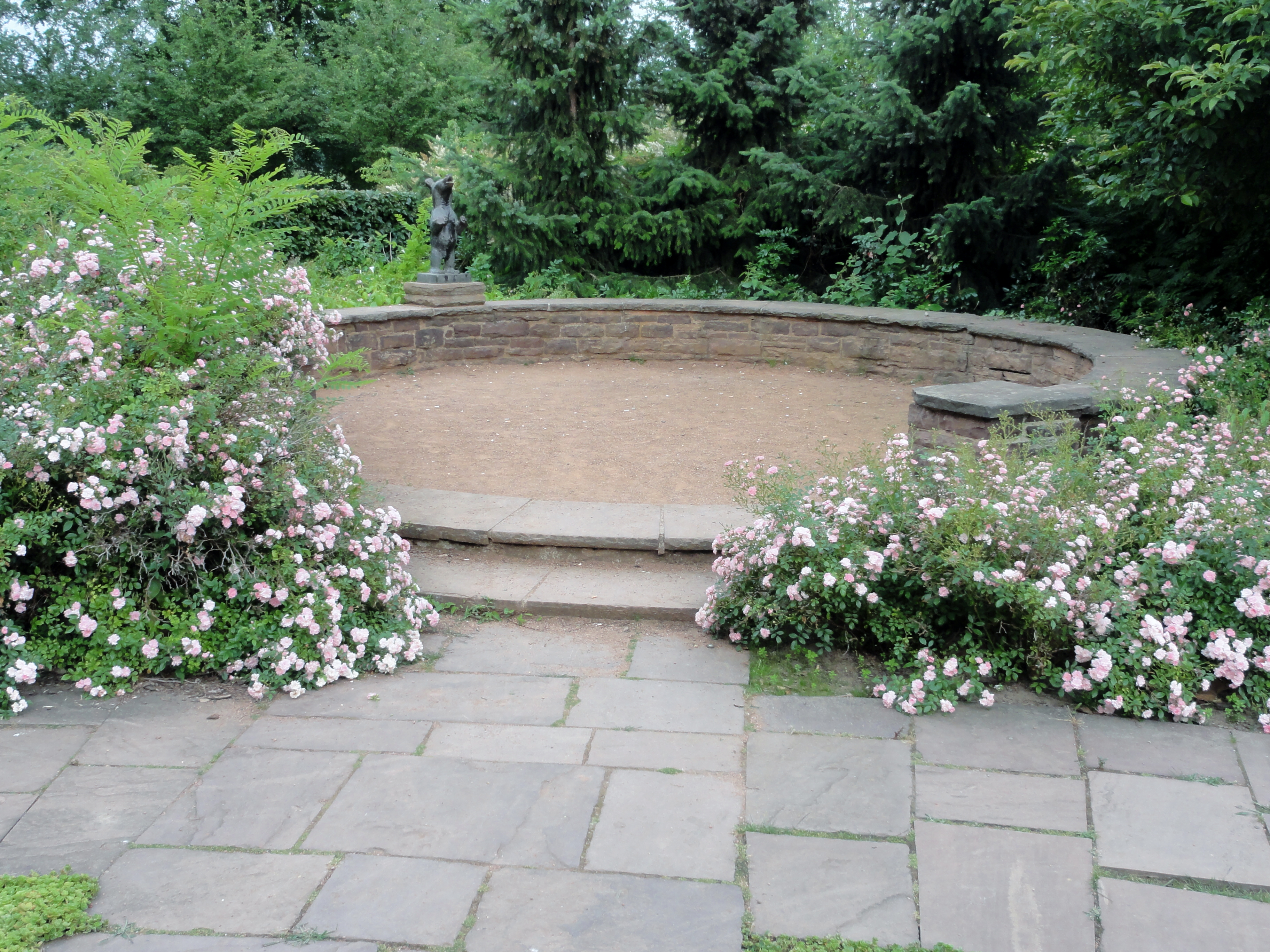
Rosas en el 'Dresden rosengarten'.
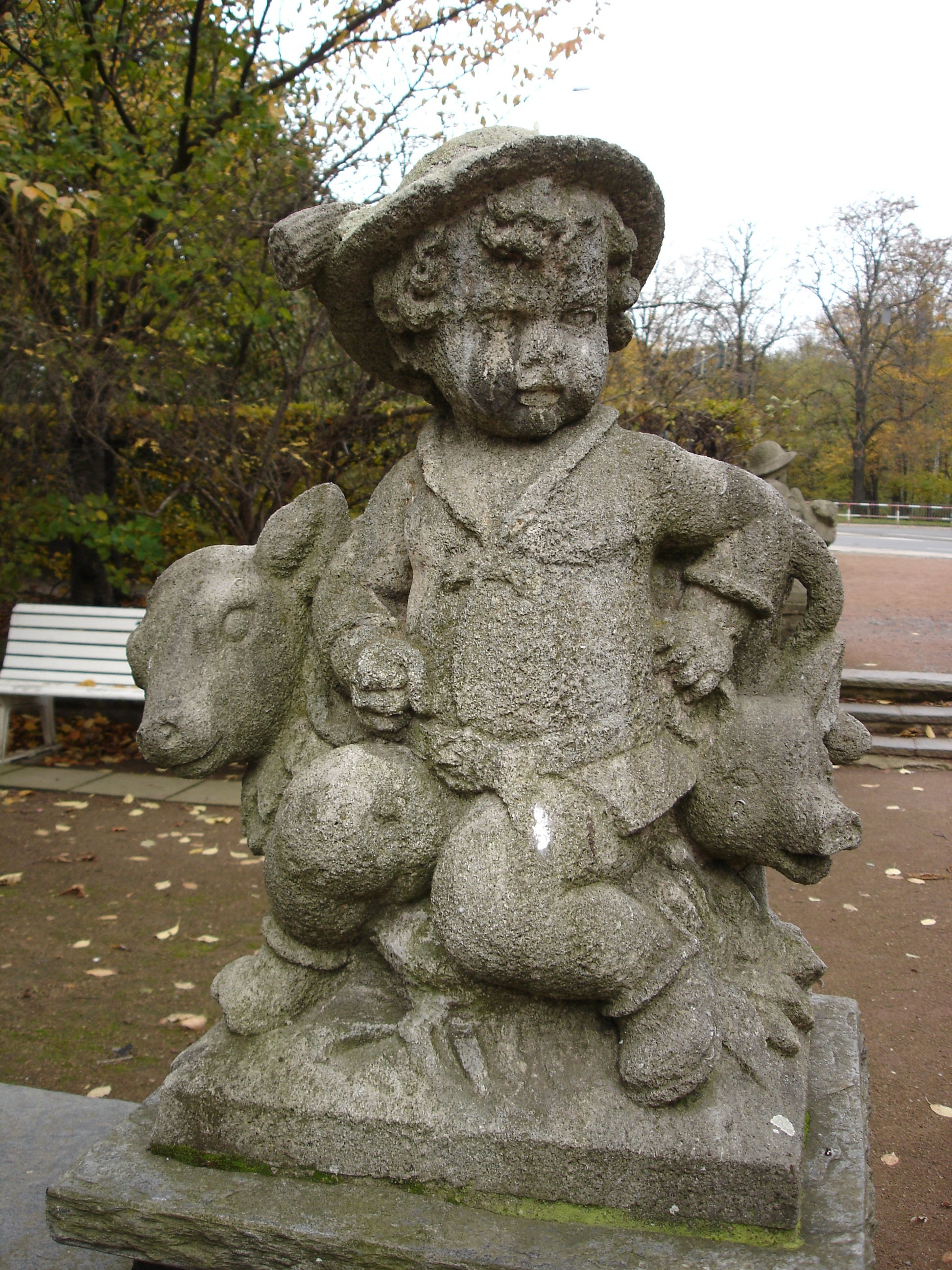
Escultura de un "putto" en el 'Dresden rosengarten'.
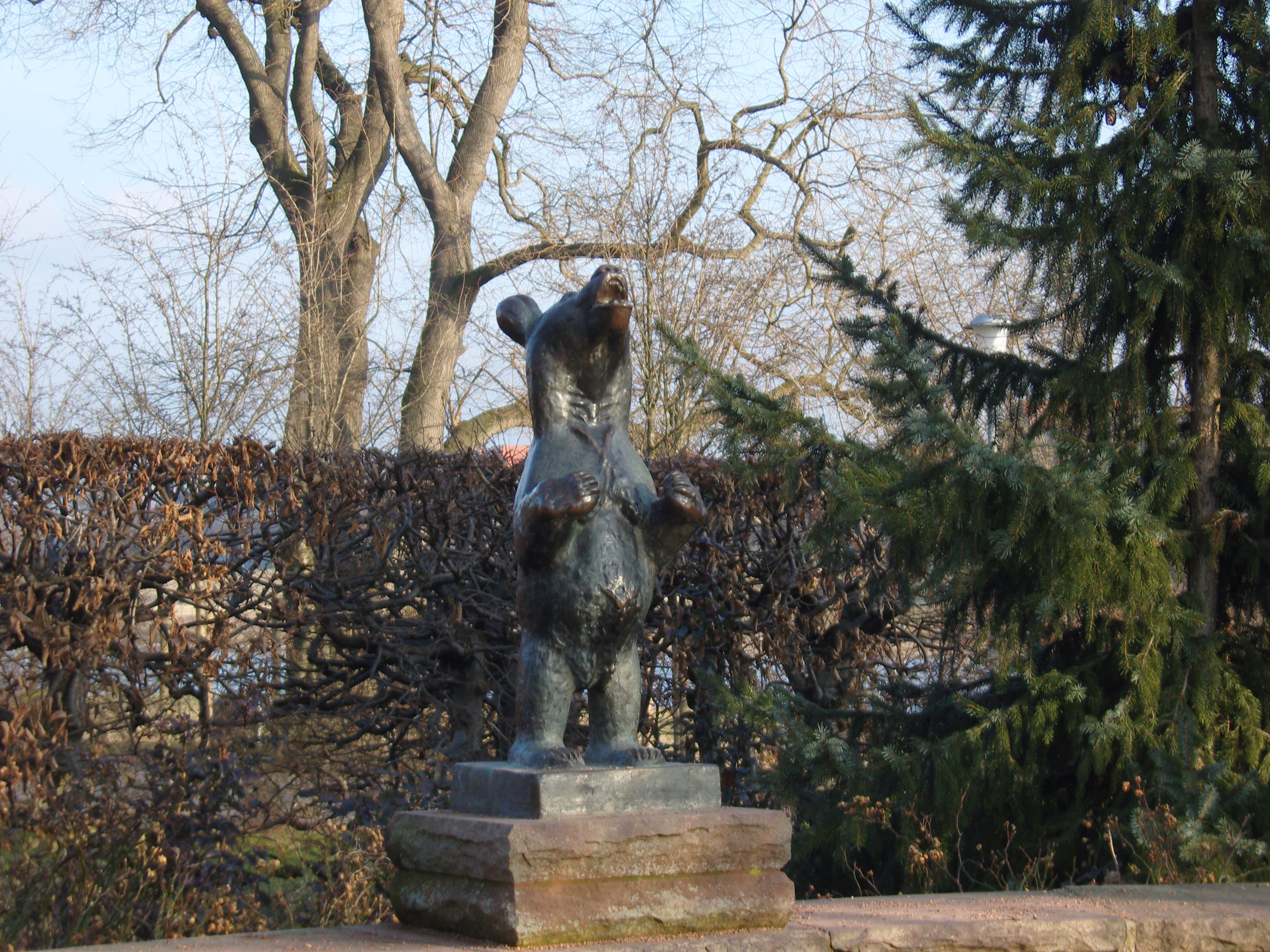
Escultura en bronce de oso obra de Rudolf Löhner en el 'Dresden rosengarten'.
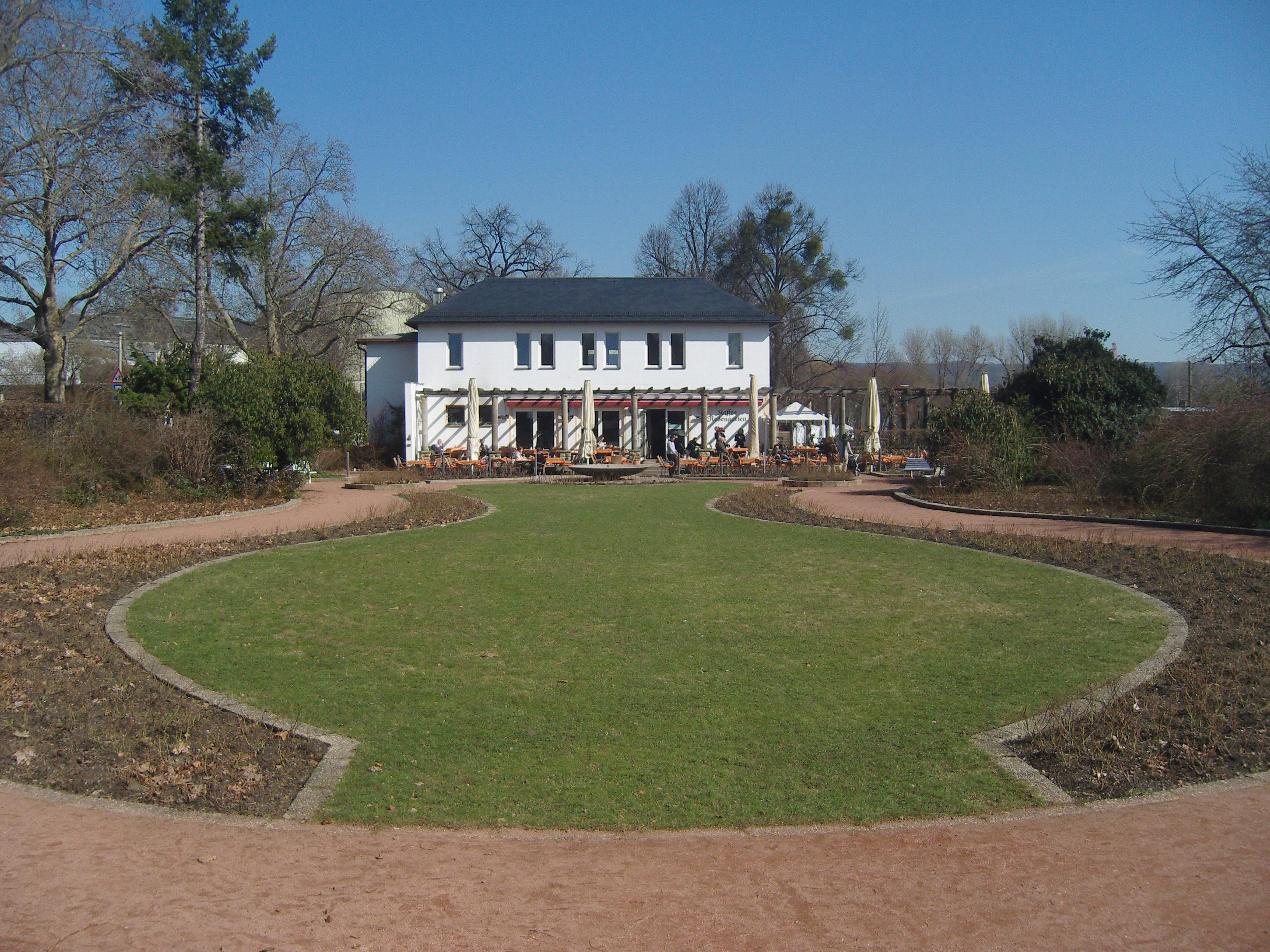
Restaurante en el 'Dresden rosengarten'.